# Hamiz
Hamiz és un riu d'Algèria que desemboca a l'est de la badia d'Alger.

## Geografia
Ja no té la importància del passat a causa de la construcció de moltes preses al llarg del seu curs. Com l'embassament Hamiz que es va construir a 35 quilòmetres d'Alger, just aigües amunt de la sortida a la plana de la Mitija de l'Oued Arbatache.
El municipi de Bordj El Bahri es troba a la desembocadura del riu. Situada a la costa est de la badia d'Alger, està envoltada a l'oest per la Mediterrani, a l'est per Ain Taya, al nord per el Marsa i al sud per Bordj el Kiffan.